# Зерти
Зерти (груз. ზერტი) — село в Грузии, на территории Горийского муниципалитета края (мхаре) Шида-Картли.

## География
Село находится в центральной части Грузии, в пределах Тирифонской равнины, к востоку от реки Меджуды, на расстоянии приблизительно 13 километров (по прямой) к северо-востоку от города Гори, административного центра муниципалитета. Абсолютная высота — 777 метров над уровнем моря.

## Население
По результатам официальной переписи населения 2014 года в Зерти проживало 2439 человек (1218 мужчин и 1221 женщина). В национальной структуре населения грузины составляли 99 %, осетины — 0,7 %.
| Год  | Население, человек |
| ---- | ------------------ |
| 2002 | 2706               |
| 2014 | ↘ 2439             |